# پرنیان‌بال آلسستیس
پرنیان‌بال آلسستیس (نام علمی: Polyommatus alcestis) گونه‌ای پروانه است که در تیره پرنیان‌بالان قرار دارد. زیستگاه این حشره منطقه شام قدیم، ترکیه و ایران می‌باشد.